# 355년

## 연호
- 동진(東晉) 영화(永和) 11년
- 전량(前凉) 화평(和平) 2년 / 건흥(建興) 43년
- 전연(前燕) 원새(元璽) 4년
- 전진(前秦) 황시(皇始) 5년 / 수광(壽光) 원년
- 대(代) 건국(建國) 18년

## 기년
- 동진(東晉) 목제(穆帝) 11년
- 신라(新羅) 흘해 이사금(訖解泥師今) 46년
- 고구려(高句麗) 고국원왕(故國原王) 25년
- 백제(百濟) 근초고왕(近肖古王) 10년